# 32424 Caryjames
32424 Caryjames è un asteroide della fascia principale. Scoperto nel 2000, presenta un'orbita caratterizzata da un semiasse maggiore pari a 2,4867207 UA e da un'eccentricità di 0,0989964, inclinata di 5,91768° rispetto all'eclittica.